# Adrien Truffert
Adrien Truffert (Luik, 20 november 2001) is een in België geboren Frans voetballer.

## Clubcarrière
Truffert werd geboren in Luik, maar verhuisde op zeer jonge leeftijd naar Chartres. Hij genoot zijn jeugdopleiding bij ES Jouy St Prest, C'Chartres Football en Stade Rennais. Op 15 december 2018 debuteerde hij voor het B-elftal van laatstgenoemde club in de competitiewedstrijd tegen het B-elftal van Stade Brestois. Het bleef zijn enige optreden van het seizoen. In het seizoen 2019/20 nam hij met de U19 van de club ook deel aan de UEFA Youth League.
Na een volledig seizoen bij Rennes B in de Championnat National 3 stroomde hij in het seizoen 2020/21 door naar het eerste elftal van de club. Onder trainer Julien Stéphan groeide hij al gauw uit tot een vaste waarde in het eerste elftal, inclusief tijdens de Champions League-campagne tegen Chelsea FC, FK Krasnodar en Sevilla FC.

## Clubstatistieken
| Seizoen         | Club            | Land               | Competitie             | Competitie | Competitie | Beker | Beker | Supercup | Supercup | Europees | Europees | Totaal | Totaal |
| Seizoen         | Club            | Land               | Competitie             | Wed.       | Dlp.       | Wed.  | Dlp.  | Wed.     | Dlp.     | Wed.     | Dlp.     | Wed.   | Dlp.   |
| --------------- | --------------- | ------------------ | ---------------------- | ---------- | ---------- | ----- | ----- | -------- | -------- | -------- | -------- | ------ | ------ |
| 2018/19         | Stade Rennais B | Vlag van Frankrijk | Championnat National 3 | 1          | 0          | —     | —     | —        | —        | —        | —        | 1      | 0      |
| 2019/20         | Stade Rennais B | Vlag van Frankrijk | Championnat National 3 | 12         | 0          | —     | —     | —        | —        | —        | —        | 12     | 0      |
| 2020/21         | Stade Rennais B | Vlag van Frankrijk | Championnat National 3 | 2          | 0          | —     | —     | —        | —        | —        | —        | 2      | 0      |
| 2020/21         | Stade Rennais   | Vlag van Frankrijk | Ligue 1                | 29         | 1          | 0     | 0     | —        | —        | 5        | 0        | 34     | 1      |
| 2021/22         | Stade Rennais   | Vlag van Frankrijk | Ligue 1                | 30         | 3          | 2     | 0     | —        | —        | 9        | 0        | 41     | 3      |
| 2022/23         | Stade Rennais   | Vlag van Frankrijk | Ligue 1                | 8          | 0          | 0     | 0     | —        | —        | 2        | 0        | 10     | 0      |
| Carrière totaal | Carrière totaal | Carrière totaal    | Carrière totaal        | 82         | 4          | 2     | 0     | 0        | 0        | 16       | 0        | 100    | 4      |

Bijgewerkt op 21 september 2022

## Interlandcarrière
Truffert kwam uit voor verschillende jeugdcategorieën van het Frans voetbalelftal. In juni 2021 nam hij met de Franse beloften deel aan het EK –21 2021 in Hongarije en Slovenië. Truffert kwam er in actie tijdens de groepswedstrijden tegen Denemarken (0-1-verlies) en IJsland (0-2-winst).
In maart 2021 raakte bekend dat de KBVB Truffert gepolst zou hebben om uit te komen voor België. Truffert koos echter voor Frankrijk. In september 2022 riep bondscoach Didier Deschamps hem op voor de Nations League-wedstrijden tegen Oostenrijk en Denemarken.